# Teófilo Benito
Teófilo Benito Padilla (Alcolea de Calatrava, Ciudad Real, 22 de julio de 1966 - Madrid, 18 de agosto de 2004) fue un atleta español especializado en pruebas de mediofondo.

## Trayectoria
A pesar de nacer en Alcolea de Calatrava, toda su vida deportiva estuvo ligada a Arbós del Panadés y a Vendrell, en la provincia de Tarragona. Comenzó a despuntar en el atletismo desde muy joven: fue campeón de España juvenil, júnior y promesa de 1500 m lisos con el F.C Barcelona entrenado por Gregorio Rojo. En 1985 incluso tuvo la mejor marca júnior de 1500 con 3:38.92. Sus brillantes resultados en categorías inferiores hacían que fuese el candidato a suceder a Abascal y a González, pero en su paso a la categoría sénior no pudo mantener la brillantez de los resultados obtenidos anteriormente . Participó en los mundiales de atletismo de Roma de 1987 y Tokio 1991 siendo semifinalista en ambos. También participó en el campeonato de Europa de Split en el que no pasó primera ronda. Fue medalla de bronce en los Juegos Mediterráneos de Latakia de 1987.
Murió en 2004 al arrojarse al vacío durante un episodio depresivo.